# 况浩文
况浩文（1930年—2018年1月28日），重庆人，中华人民共和国作家、官员。

## 生平
况浩文是中国共产党党员。大学文化。出身地主家庭。参加革命后，自西南人民革命大学一期毕业，在西南军政委员会公安部五处（边防保卫处）以及西南军区公安部队司令部侦察处工作。1955年因身体不好，转业到重庆市第二工业局工作，任党组秘书。1959年任重庆市化工局秘书副科长。文革中遭受长期迫害。平反后历任重庆市外贸局局长兼党组书记，重庆市外经委主任兼党组书记，重庆长发集团公司董事长。中共重庆市委第五、六届委员。高级经济师。1956年起开始文学创作。2003年加入中国作家协会。他写的小说《一双绣花鞋》1958年创作完稿后，在文革期间通过手抄本形式在中华人民共和国国内广为传抄。1979年，重庆文学杂志《红岩》复刊后，《一双绣花鞋》首次正式发表在《红岩》。2002年，重庆出版社推出《一双绣花鞋》单行本。文革后，《一双绣花鞋》被改编为电影《雾都茫茫》，后来又两次被改编为电视连续剧《C—3计划》及《一双绣花鞋》。
2018年1月28日，况浩文在重庆病逝，享年88岁。

## 著作
- 《一双绣花鞋》
- 《南岭之鹰》
- 《宝笈疑云》
- 《麒麟花》
- 《企业家》
- 《风荷》
- 《假面君王：明代宫廷第一疑案》（与妹妹况浩林合著）